# Матросівка (селище)
Матросівка — селище в Україні, у Тягинській сільській громаді Бериславського району Херсонської області. Населення становить 93 осіб. До 2020 року орган місцевого самоврядування — Високівська сільська рада.

## Населення

### Мовний склад
Рідна мова населення за даними перепису 2001 року:
| Мова       | Чисельність, осіб | Доля     |
| ---------- | ----------------- | -------- |
| Українська | 79                | 84,95 %  |
| Російська  | 12                | 12,90 %  |
| Білоруська | 2                 | 2,15 %   |
| Разом      | 93                | 100,00 % |

## Історія
Село засновано 1956 року.
12 червня 2020 року, відповідно до розпорядження Кабінету Міністрів України № 726-р «Про визначення адміністративних центрів та затвердження територій територіальних громад Херсонської області» увійшло в Тягинську сільську громаду.